# جورجيوس ستافروس
جورجيوس ستافروس (باليونانية: Γεώργιος Σταύρου)‏ هو مصرفي يوناني، ولد في 1788 في يوانينا في اليونان، وتوفي في 1869 في أثينا في اليونان.